# Mazhdābād
Mazhdābād är en ort i Iran.   Den ligger i provinsen Khorasan, i den nordöstra delen av landet, 700 km öster om huvudstaden Teheran. Mazhdābād ligger 1 124 meter över havet och antalet invånare är 306.
Terrängen runt Mazhdābād är platt. Runt Mazhdābād är det ganska glesbefolkat, med 25 invånare per kvadratkilometer. Närmaste större samhälle är Raisi, 7,0 km sydväst om Mazhdābād. Trakten runt Mazhdābād består i huvudsak av gräsmarker.